# NXT Level Up
WWE NXT Level Up (stilizzato NXT LVL UP) è un programma televisivo di wrestling prodotto dalla WWE e dedicato allo show di NXT.
Lo show ha debuttato il 18 febbraio 2022 rimpiazzando 205 Live, ed è stato cancellato il 27 dicembre 2024.

## Storia
Nell'ottobre del 2019 il programma 205 Live divenne una succursale di NXT fino al 15 febbraio 2022, quando venne annunciato che sarebbe stato cancellato per fare posto ad NXT Level Up. Lo show fece il suo debutto il 18 febbraio 2022, e nel suo main event Edris Enofé superò Kushida.
Nello show appaiono soprattutto gli atleti del Performance Center.

## Roster

### Annunciatori e telecronisti
| Nome          | Nome reale        | Ruolo         |
| ------------- | ----------------- | ------------- |
| Alicia Taylor | Alicia Warrington | Annunciatrice |
| Blake Howard  | Blake Chadwick    | Telecronista  |
| Byron Saxton  | Bryan Jesús Kelly | Telecronista  |
| Kelly Kincaid | Kelly Kincaid     | Annunciatrice |